# Едіт Пітерс
Еді́т Пі́терс (англ. Edith Arlene Catalano-Peters) (нар. 14 квітня 1926 — пом. 28 жовтня 2000) — американська акторка і джазова співачка, учасниця ансамблю «Peters Sisters».

## Біографія
Народилася в Каліфорнії в Санта-Моніці. Разом з рідними сестрами Анною, Метті і Вірджинією — Едіт виступала у ансамблі «Peters Sisters» протягом 40-х — 60-х років. У 70-ті роки з великим успіхом виступала сольно в Мілані та Римі. Починаючи з 1930-х років разом із сестрами знімалася в кінофільмах США, Іспанії, Франції та ФРН.
Українському глядачеві найбільш відома за роллю Мамі в італійській комедії «Приборкання норовистого» (1980).